# Janez Keber
Janez Keber, slovenski jezikoslovec, imenoslovec, publicist, leksikograf in urednik, * 27. marec 1943, Budna vas.

## Življenjepis
Leta 1967 je diplomiral na Filozofski fakulteti v Ljubljani iz slavistike. Leta 1970 se je zaposlil na Inštitutu za slovenski jezik Frana Ramovša pri ZRC SAZU, kjer je bil od leta 2001 samostojni strokovni sodelavec - specialist v humanistiki. Raziskuje predvsem slovenska osebna imena in priimke (Leksikon imen). Sodeloval je pri slovarju Slovenskega knjižnega jezika (1985 in 1991 s ponatisi) in pri slovarskem delu Slovenskega pravopisa (2001 s ponatisi) ter pri Slovarčku jezikovnega izrazja (1979). V letih 1995–2008 je bil glavni urednik revije Jezikoslovni zapiski.